# Uvaria foetida
Uvaria foetida är en kirimojaväxtart som beskrevs av Hipólito Ruiz López, Pav. och George Don jr. Uvaria foetida ingår i släktet Uvaria och familjen kirimojaväxter. Inga underarter finns listade i Catalogue of Life.